# Bydelstorp
Bydelstorp (dansk) eller Büdelsdorf (tysk) er en by og kommune i det nordlige Tyskland, beliggende i Rendsborg-Egernførde kreds i det sydlige Sydslesvig. Byen ligger ved floden Ejderen og Kielerkanalen, omkring 2 km nord for Rendsborg og 30 km vest for Kiel.

## Historie
Byen profiterede af etableringen af både den i 1784 åbnede Ejderkanal og den senere Kielerkanal. I 1827 åbnede Hartwig Marcus Holler Carlshytten, det første industrialiserede jern- og stålværk i Hertugdømmet Slesvig. Holler etablerede også et skibsvæft og skabte dermed arbejde til mange lokale og tilflyttere. I 1841, beskæftigede han mere end 250 arbejdere. I 1895 var Kielerkanalen færdigbygget, og Bydelstorps jernværk blomstrede. I 1909 beskæftigede hytten cirka 1.100 arbejdere.
Udviklingen gik lidt tilbage efter 1. verdenskrig, men alligevel voksede Bydelstorp til et samfund med omkring 10.000 indbyggere i løbet af det 20. århundrede. I 1984 blev Bydelstorps nye bycenter åbnet, indeholdende rådhus, kommunecenter og flere blokke med boliger og butikker. Byen er i dag en dynamisk forstad til Rendsborg og fik købstadsrettigheder i 2000.

## Kultur og uddannelse

### Museer
Bydelstorp råder over to kunstmuseer
- Kunstwerk Carlshütte
- Eisenkunstguss-Museum/Jernkunststøberi-Museet

### Børnehaver
Bydelstorp har to kommunale og et evangelisk børnehave, og to dansk børnehaver: Ejderskolens børnehave og H.C. Andersen børnehave

## Økonomi
Bydelstorp råder over to erhversområder.
Store virksomheder er
- freenet AG (telekommunikation)
- ACO Severin Ahlmann (byygefag)
- sh:z Schleswig-Holsteinischer Zeitungsverlag (dagblad-trykkeri)